# Самачабло
Самача́бло (груз. სამაჩაბლო) — одна из административных единиц (сатавадо) феодальной Грузии, зародившимся в начале XV века в среднем и верхнем течении реки Лиахви, в историческом ущелье Ачабети. Название происходит от фамилии Мачабели, чьи предки были благородными Тавхелидзе (с другой точки зрения, Анчабадзе). Резиденцией Самачабло был Ачабет, а местом захоронения предков был монастырь Тири и Сабацминда. Со стороны церкви оно подчинялось Никозской епархии.
Экономика южной части Самачабло базировалась на орошаемом земледелии. В верхней части долины развивалось земледелие (выращивался ячмень), также развивалось скотоводство. Установление и территориальное расширение Самачабло было связано с преодолением противодействия власти царя. Самачабло граничило на востоке с Эриставство Ксани, на юге — с угодьями Павленишвили (Сапавленишвило) и Амилахвари (Саамилахоро), на юго-западе — с Капланишвили (Сакапланишвило), на северо-западе — с Эриставство Рача. На севере власть Мачабели достигала Двалети. В XV веке деревни Жгеле, одной из долин Двалети, облагалась налогом Мачабелями, а в XVII веке деревни Зрого облагались налогом.
Самачабло было упразднено в 1850 году, когда из-за нарастающей классовой борьбы между Мачабелами и крепостными.

## Современное использование термина
Альтернативное грузинское название Юго-Осетинской автономной области Грузии, фактический контроль над территориями которой осуществляет самопровозглашённая Республика Южная Осетия. Слово образовано от фамилии грузинских князей Мачабели. В позднем средневековье они владели крупными наделами на этой территории, по течению Большой Лиахвы. С ростом грузино-осетинской политической напряжённости в конце 1980-х годов, термин был возрождён грузинскими политиками и с тех пор использовался полуофициально, чтобы обозначить не признаваемую ими осетинскую автономию.
В настоящее время термин Самачабло заменён в официальном политическом дискурсе Грузии словосочетанием «Цхинвальский регион». После войны в августе 2008 года термин Самачабло вновь стал набирать популярность.
В самопровозглашённой Южной Осетии использование термина «Самачабло» не одобряется.

## Крупные поселения на исторической территории Самачабло
- Цхинвали — столица бывшей Юго-Осетинской автономной области и столица самопровозглашённой Южной Осетии.
- Тамарашени (бывшее село на берегу Лиахвы) — ныне местность географически именуется Тамарес.
- Ачабети (исторический центр Самачабло, бывшее село) — ныне местность именуется Ацабат.
- Квемо Ачабети (бывшее село) — ныне именуется Нижний Ачабет, а на части бывшего села построен новый жилой, многоквартирный микрорайон города Цхинвал «Хурзарин» («Солнечный»), построенный в 2010 году.
- Курта (бывшее село, временный центр прогрузинской администрации ЮО до 2008 года) — ныне местность географически именуется Курта.
- Кехви (бывшее село) — ныне местность именуется Чех (осет. Чъех).
- Хеити (бывший поселок) — ныне местность именуется Хейт.
- Дзарцеми (бывшее село) — ныне местность именуется Зарцам, бывшее поселение трудно найти, границы села стираются и зарастают лесом.
- Циакана — ныне называется Циака.
- Гуджабаури (современный южный пригород города Цхинвал грузино-осетинское село) — ныне называется Гузабар.
- Тбети — крупное осетинонаселённое селение к западу от города Цхинвал, у въезда в село находится «Музей сожжённых душ 2008 года».